# Route d'Albi
La route d'Albi (en occitan : rota d'Albi) est une voie de Toulouse, chef-lieu de la région Occitanie, dans le Midi de la France.

## Situation et accès

### Description
La route d'Albi est une voie publique. Elle traverse le quartier de Croix-Daurade, dont elle constitue l'axe principal, dans le secteur 4 - Est.
Elle fut une partie de l'ancienne route nationale 88 de Toulouse à Lyon, par Albi, Rodez et Saint-Étienne. En 1993, à la suite de la mise en service de l'autoroute A68 entre Toulouse et Albi, la route est déclassée en route départementale 888 dans la Haute-Garonne. En 2017, date à laquelle la partie de la route située sur le territoire de Toulouse Métropole est transférée à la métropole, elle est devenue la route métropolitaine 888. Elle est longue de 2 560 mètres environ.
La chaussée compte une voie de circulation automobile dans chaque sens. Il existe également une bande cyclable de chaque côté.

### Voies rencontrées
La route d'Albi rencontre les voies suivantes, dans l'ordre des numéros croissants (« g » indique que la rue se situe à gauche, « d » à droite) :
1. Place Bila (g)
2. Rue du Faubourg-Bonnefoy (d)
3. Rue de la Pépinière (g)
4. Rue André-Chamson (d)
5. Rue Bourdon (g)
6. Rue Cazals (g)
7. Rue Simone-Boudet (d)
8. Chemin de Jaffary (g)
9. Rue de la Jalousie (g)
10. Rue Simone-Boudet (d)
11. Rue d'Avranches (d)
12. Impasse Louis-Sire (g)
13. Rue Cayrou (d)
14. Rue Yves-Prépognot (g)
15. Rue de la Liberté (d)
16. Rue François-Bousquet (d)
17. Chemin de Lanusse (g)
18. Chemin de Nicol (d)
19. Place Saint-Caprais (d)
20. Rue Francis-Lopez (g)
21. Rue Marcel-Reine (g)
22. Rue Auguste-Luchet (d)
23. Impasse du Cimetière-de-Croix-Daurade (g)
24. Rue des Azalées (d)
25. Rue des Cactus (d)
26. Impasse du Parc-de-Claire (g)
27. Rue du Général-Pelet (g)
28. Rue Théodore-de-Banville (d)
29. Boulevard André-Netwiller (g)
30. Avenue d'Atlanta (d)
31. Rue Edmond-Rostand (g)
32. Impasse Alphonse-Brémond (d)
33. Périphérique (A62) - Échangeur no 14
34. Chemin Bernard-Sarrette - accès piéton (d)
35. Impasse de la Caussade (g)
36. Avenue de Saint-Caprais (d)
37. Avenue de Toulouse - L'Union

### Transports
La route d'Albi est parcourue et desservie sur toute sa longueur par les bus de la ligne Linéo L9. À partir de l'avenue d'Atlanta, elle est de plus desservie par les lignes de bus 40437376 et les lignes 354 et 355 d'autocars liO.
La route d'Albi est également équipée de plusieurs stations de vélos en libre-service VélôToulouse : du sud au nord, ce sont les stations no 168 (rue Crémon), no 169 (65 route d'Albi), no 170 (face au 163 chemin de Nicol), no 249 (147 route d'Albi) et no 171 (191 route d'Albi).

## Odonymie
La route d'Albi porte ce nom depuis la fin du Moyen Âge, qu'elle doit à la cité du Tarn, siège d'un évêché, d'une vicomté et d'une sénéchaussée au Moyen Âge. Dans les textes les plus anciens, en occitan, la route est désignée comme le chemin d'Albi ou de l'Albigeois (cami d'Albi ou d'Albigés en occitan). Aux XVIIe et XVIIIe siècles, on lui trouve aussi le nom de chemin de la Porte-Matabiau-à-Castelmaurou ou, plus simplement, de Castelmaurou.

## Patrimoine et lieux d'intérêt

### Écoles maternelles et élémentaires publiques
- no  26 : école élémentaire Lapujade.
- no  30 : école maternelle Lapujade.
- no  135-137 : école élémentaire Cuvier[4].

### Jardin et parc publics
- no  147 : parc Castelet-Ozenne.